# Ironman

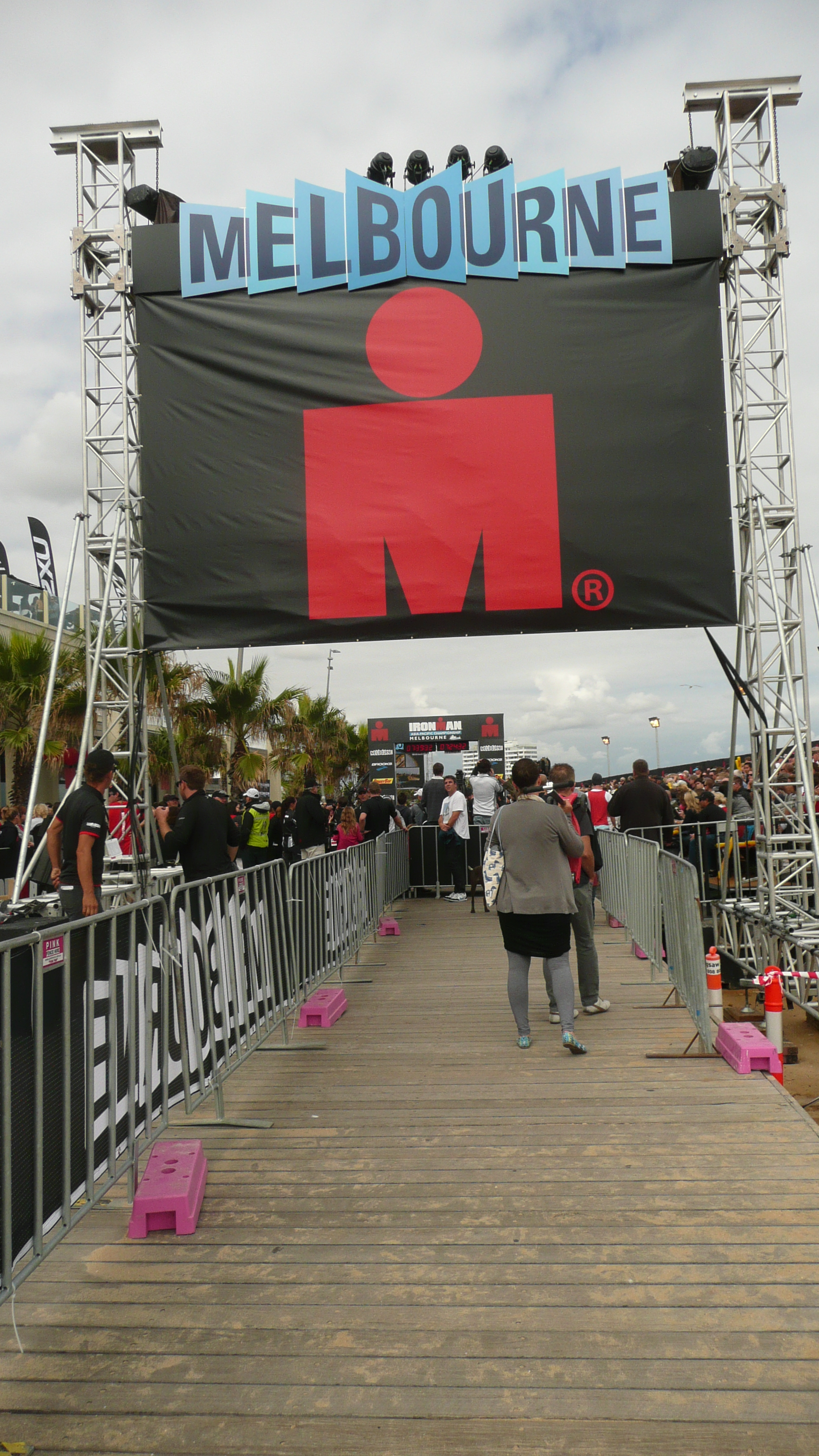
Логотип Ironman на змаганнях у Мельбурні

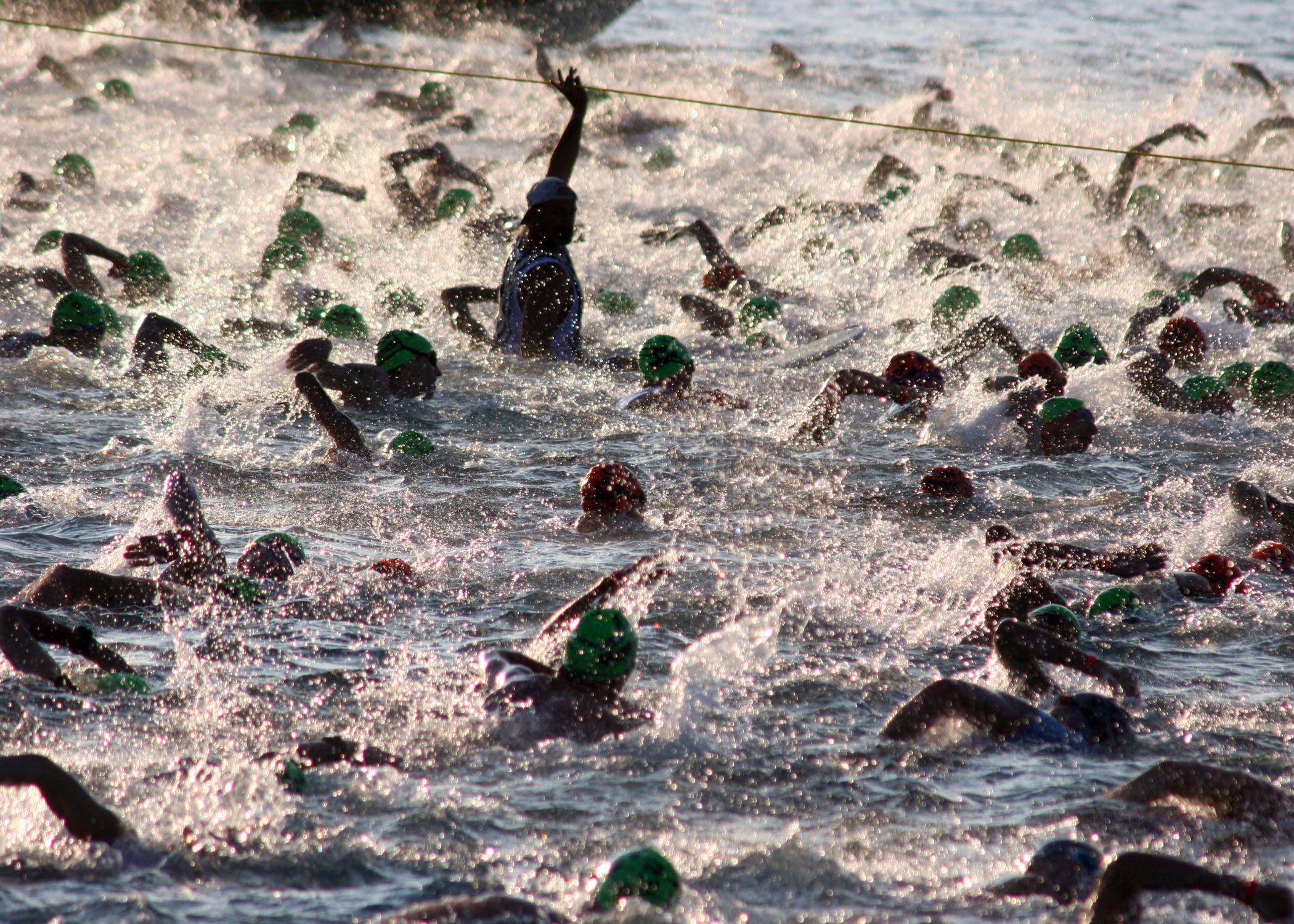
Старт гонки у Кайлуа-Кона

Ironman — серія щорічних змагань, один з різновидів тріатлону.

## Умови змагань
Змагання являють собою тріатлон на найдовшій дистанції. Загальна дистанція становить 226 км, яка складається з 3,8 км плавання, 180,2 км їзди на велосипеді, та марафону на 42,2 км. Проходження кожного етапу має відбуватись за певний, лімітований відрізок часу, який не повинен бути перевищений. Спортсмени повинні закінчити плавання максимум за 2 години 20 хвилин. Їм потрібно виконати плавання та велопробіг протягом 10 годин і 30 хвилин, є 16 годин і 50 хвилин, щоб подолати всі 3 етапи. Тільки ті хто закінчив дистанцію протягом цього часу мають право назвати себе Ironman, і це вже є досягненням. Аматори змагаються разом з професіоналами, але починають лише через 30 хвилин після того, як стартують професіонали.

## Історія
Змагання Ironman були засновані у 1978 році як спосіб кинути виклик спортсменам, які мали успіх у плаванні на витривалість та бігу. Пара військових ВМС США на базі Гонолулу, Джуді та Джон Коллінз запропонувала поєднати три найжорсткіші гонки на витривалість на Гаваях: змагання з плавання на 2,4 миль — Waikiki Roughwater Swim, 112 миль велосипедної гонки Around-O'ahu та 26,2-мильний марафон Гонолулу в одну подію. 18 лютого 1978 року до Вайкикі приїхало 15 людей, щоб узяти участь у першому змаганні Ironman. У 1981 році гонка перемістилася з берегів Вайкікі до Кайлуа-Кона Великого острову Гаваїв, який менше населений і тому більш сприятливий для організації подібних змагань. З 1990 кожного року на Гаваях відбувається Чемпіонат світу зі змагань Ironman. Ironman та Triathlon Ironman — зареєстровані назви, що належать Всесвітній корпорації триатлону (WTC). Ця приватна компанія щорічно організовує та присвоює звання "Чемпіона світу Ironman" в кінці відбіркових змагань та фінального випробування, яке відбудеться в жовтні в Кайлуа-Коні. Девіз змагання — "Все можливе".
Переможці чемпіонатів світу на Гаваях:
| Тріатлоністка            | Кількість перемог | Роки                                           |
| ------------------------ | ----------------- | ---------------------------------------------- |
| Пола Ньюбі-Фрейзер (ZIM) | 8                 | 1986, 1988, 1989, 1991, 1992, 1993, 1994, 1996 |
| Наташа Бадманн (SUI)     | 6                 | 1998, 2000, 2001, 2002, 2004, 2005             |
| Кріссі Веллінгтон (GBR)  | 4                 | 2007, 2008, 2009, 2011                         |
| Данієла Ріф (SUI)        | 4                 | 2015, 2016, 2017, 2018                         |
| Мірінда Карфра (AUS)     | 3                 | 2010, 2013, 2014                               |
| Сільвіан Пунто (CAN)     | 2                 | 1983, 1984                                     |
| Ерін Бейкер (NZL)        | 2                 | 1987, 1990                                     |
| Лорі Бовден (CAN)        | 2                 | 1999, 2003                                     |
| Лін Люмер (USA)          | 1                 | 1979                                           |
| Робін Бек (USA)          | 1                 | 1980                                           |
| Лінда Свіней (USA)       | 1                 | 1981                                           |
| Кетлін Маккартні (USA)   | 1                 | 1982                                           |
| Джуді Ліч (USA)          | 1                 | 1982                                           |
| Джоанн Ернст (USA)       | 1                 | 1985                                           |
| Карен Смайрс (USA)       | 1                 | 1995                                           |
| Гізер Фюр (CAN)          | 1                 | 1997                                           |
| Мішель Джонс (AUS)       | 1                 | 2006                                           |
| Лінда Кейв (GBR)         | 1                 | 2012                                           |
| Анне Гауг (GER)          | 1                 | 2019                                           |
|                          |                   |                                                |

| Тріатлоніст              | Кількість перемог | Роки                               |
| ------------------------ | ----------------- | ---------------------------------- |
| Дейв Скотт (USA)         | 6                 | 1980, 1982, 1983, 1984, 1986, 1987 |
| Марк Аллен (USA)         | 6                 | 1989, 1990, 1991, 1992, 1993, 1995 |
| Пітер Рід (CAN)          | 3                 | 1998, 2000, 2003                   |
| Крейг Александер (AUS)   | 3                 | 2008, 2009, 2011                   |
| Ян Фродено (GER)         | 3                 | 2015, 2016, 2019                   |
| Скотт Тінлей (USA)       | 2                 | 1982, 1985                         |
| Томас Гельрігель (GER)   | 2                 | 1997, 1999                         |
| Тім Дебум (USA)          | 2                 | 2001, 2002                         |
| Норман Стадлер (GER)     | 2                 | 2004, 2006                         |
| Кріс Маккормак (AUS)     | 2                 | 2007, 2010                         |
| Патрік Ланге (GER)       | 2                 | 2017, 2018                         |
| Гордон Геллер (USA)      | 1                 | 1978                               |
| Том Воррен (USA)         | 1                 | 1979                               |
| Джон Говард (USA)        | 1                 | 1981                               |
| Скотт Моліна (USA)       | 1                 | 1988                               |
| Грег Велш (AUS)          | 1                 | 1994                               |
| Люк Ван Лірде (BEL)      | 1                 | 1996                               |
| Фаріс Аль-Султан (GER)   | 1                 | 2005                               |
| Піт Якобс (AUS)          | 1                 | 2012                               |
| Фредерік Ван Лірде (BEL) | 1                 | 2013                               |
| Себастьян Кінле (GER)    | 1                 | 2014                               |
|                          |                   |                                    |

## Географія змагань
У наш час змагання Ironman проходять протягом року у багатьох країнах на кількох континентах, зокрема у Північній та Південній Америці, Австралії, Європі, Азії, Африці, Океанії (на Філіппінах, у Новій Зеландії).  За результатами цих змагань проводиться відбір спортсменів до Чемпіонату світу на Гаваях.

## Рекорди
Станом на кінець 2019 року найкращим часом проходження повної дистанції серед чоловіків є 07:35:39, який показав німецький атлет нім. Jan Frodeno. Рекорд був встановлений у 2016 році. Серед жінок найкращий час у британської спортсменки англ. Chrissie Wellington — 08:18:13. Рекорд був встановлений у 2011 році.